# Smaragdus
Smaragdus (také Smaragdos, Smaracdus) byl východořímský patricij a exarcha z Ravenny od roku 585 do roku 589 a od roku 603 do roku 610 (608?)

## Život
Císařský dvorní úředník a eunuch Smaragdus nahradil z pověření císaře Maurikia v roce 584 nebo 585 svého předchůdce Decia, prvního ravennského exarchu. V této době se východořímskému vojsku v Itálii ve spojení s langobardským vévodou Droctulfem, který se vzbouřil proti novému králi Autharimu, podařilo vybojovat převahu nad Langobardy, což vedlo pravděpodobně koncem roku 585 k uzavření tříletého příměří. Papež Pelagius II. v jednom dopisu tento úspěch připisuje snahám Smaragda, kterého nazývá Exarchus a Chartularius. Ihned po uzavření příměří začala vyjednávání k odstranění sporu o tři kapitoly mezi italskými biskupy. Nevedla však k žádným výsledkům. Poté Smaragdus zatkl nového biskupa Severa z Aquileie a biskupy Jana z Parentia, Severa z Terstu, Vindemia z Pagu a defensora ecclesiae (obránce církve) Antonia z Grada. Odvlekl je na rok do Ravenny a přinutil je ke sjednocení s římskou církví. Možná tyto události a stížnosti schizmatiků v Konstantinopoli způsobily Smaragdovo odvolání v letech 589 nebo 590. Po zavraždění Maurikia a nastoupení Foky na císařský trůn byl však Smaragdus v roce 603 znovu jmenován exarchou. Podle pramenů je pravděpodobné, že svého předchůdce Callinika násilím odstranil, protože ten nechtěl uzurpátora Foku za císaře uznat. Ve dvou dopisech novému císaři vyjádřil papež Řehoř I. Veliký úlevu, že se vztahy mezi římským biskupem a císařem v Konstantinopoli zlepšily. Napětí s Maurikiem muselo existovat již dříve, protože v jeho posledních letech nebyl v Konstantinopoli ani jednou přítomen papežský vyslanec.
Po svém předchůdci Callinikovi zdědil Smaragdus válku s Langobardy a odmítl vydat dceru langobardského krále Agilulfa a jejího muže, kteří se v roce 601 nacházeli ve východořímském zajetí. Téhož roku oblehl Agilulf Cremonu, za pomoci Avarů ji 21. srpna 603 dobyl a poté město rozbořil. Mantovu obsadil 1. září. Když jeho armáda dosáhla pevnosti Vulturina, její posádka se vzdala a při útěku vypálila město Brescello. Smaragdus byl nucen uzavřít s Langobardy v září 604 devítiměsíční příměří. Agilulfova dcera byla propuštěna a se svým manželem a dětmi odešla do Parmy. Po vypršení příměří ještě Langobardi v Toskánsku dobyli v dubnu 605 města Bagnoregio („Balneum Regis") a Orvieto („Urbs Vetus"). V listopadu téhož roku pak Smaragdus vykoupil jednoletý mír za 12 000 solidů. Později byl mír ještě o tři roky prodloužen (606–609) a vydržel tak po zbytek jeho vlády v exarchátu.
O konci Smaragdovy vlády neexistuje žádná zpráva. Poslední zmínka pochází z roku 608, kdy nechal na počest císaře na Foru Romanu v Římě postavit monumentální sloup s pozlacenou císařovou sochou. Je možné, že přišel o svůj úřad (a o život) v souvislosti se svržením a zabitím císaře Foky v roce 610.